# Colipa
Colipa är en kommun i Mexiko.   Den ligger i delstaten Veracruz, i den sydöstra delen av landet, 260 km öster om huvudstaden Mexico City.
Följande samhällen finns i Colipa:
- Colonia Teodoro A. Dehesa
- Cerro del Aguacate
- Cerro del Tigre
- La Piedrilla
- Vencedor
- La Floreña
- El Ocotillo
- La Palma
- Las Parcelas